# 34717 Мірковіллі
34717 Мірковіллі (34717 Mirkovilli) — астероїд головного поясу, відкритий 14 серпня 2001 року.
Тіссеранів параметр щодо Юпітера — 3,649.